# Saku
För andra betydelser, se Saku (olika betydelser).

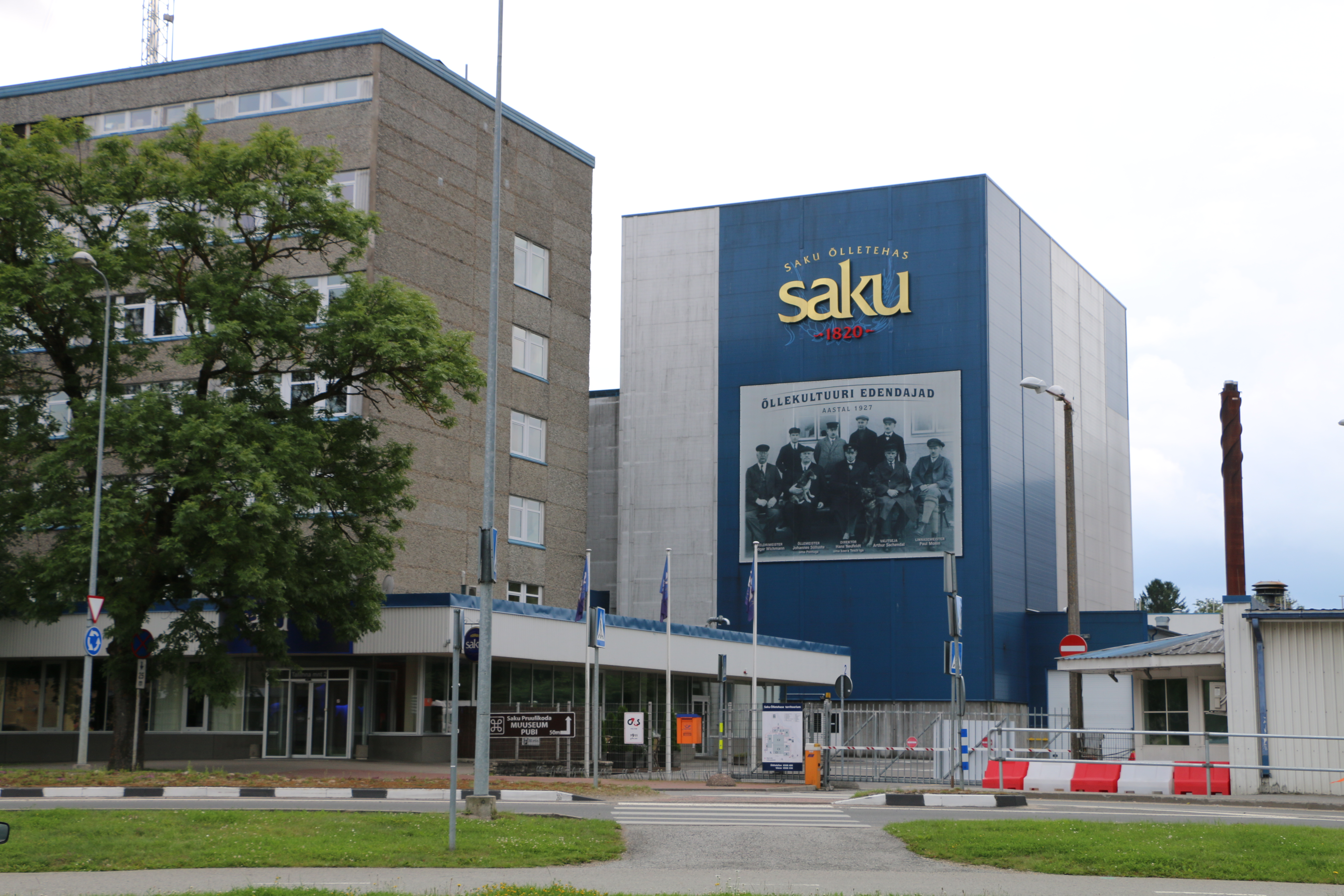
Bryggeriet i Saku, Estland.

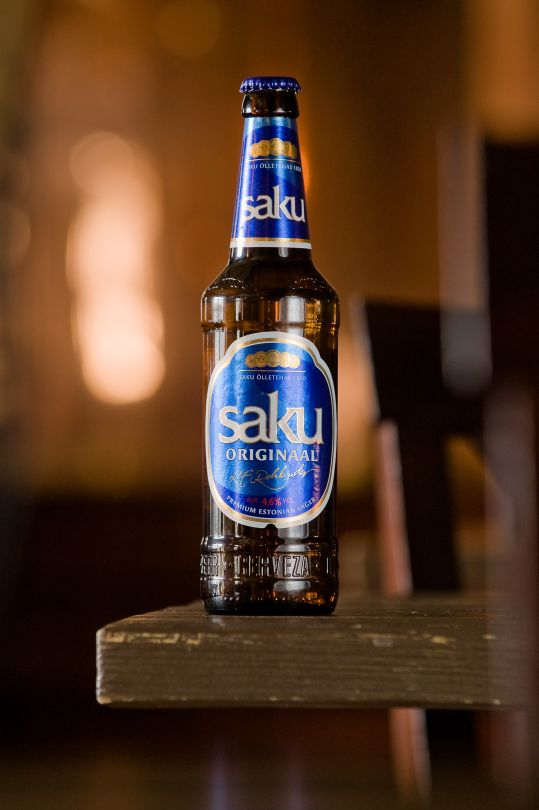
Saku

Saku Õlletehase AS, estniskt bryggeri beläget i Saku, Estland, cirka 18 km sydväst om Tallinn.
Produktionen består av öl, cider, mineralvatten, drinkar och läskedrycker. Under 2008 stod Saku för 45,7 % av den estniska ölmarknaden. Konkurrenten A. Le Coq kontrollerade samtidigt 38,1 %.
Produktionen år 2007 var drygt 59 miljoner liter.

## Historia
Bryggeriet har anor från greve Karl Friedrich von Rehbinders bryggeri och destilleri som grundades 1820. Under sovjettiden hölls Saku som kanske det främsta lokala ölet. År 1991 bildades ett samägt bolag tillsammans med Pripps (Sverige) och Hartwall (Finland) som startade en kraftig utveckling av bryggeriet.
Saku påstår sig vara Estlands äldsta bryggeri, A. Le Coq kallar sig dock Estlands äldsta dryckestillverkare.
Bryggeriet var börsnoterat fram till 2008 men ägs nu till 100 % av Carlsberg Breweries.

## Exempel på varumärken[7]
- Saku Originaal - ljus lager, 5,2 %
- Saku Tume - mörk bocköl, 6,7 %
- Saku Porter - baltisk porter, 5,2 %
- Saku Valge - veteöl,  %
- KISS Pear - päroncider baserad på fruktvin, 4,5 %
- Saku Rock - Lageröl ljus lager , 5,3 %